# Miguel Mocciola
Miguel Mocciola Greco (* unbekannt; † 25. Dezember 1971 in Santiago) war ein argentinischer Fußballtrainer und -spieler, der insbesondere als Trainer in Chile tätig war.

## Karriere
Miguel Mocciola begann seine Spielerkarriere in Argentinien und spielte in den 1940er und 1950er Jahren für Klubs in Chile, Kolumbien und Ecuador. Zum Ende seiner aktiven Laufbahn kam er zu Audax Italiano, bei dem er anschließend Jugendtrainer wurde. 1959 wurde er Jugendtrainer bei Universidad Católica und übernahm ein Jahr später die Mannschaft in der Primera División. Seinen größten Erfolg feierte Mocciola mit dem Gewinn der Meisterschaft 1961, bei der junge Spieler wie unter anderem Alberto Fouillioux und Washington Villarroel Leistungsträger waren. 1963 unterschrieb er als Trainer von Deportes La Serena und war im Anschluss noch für CD Palestino, Green-Cross Temuco, Unión Española und CD Magallanes tätig.

## Erfolge
Universidad Católica
- Chilenischer Meister: 1961